# Louis Friant
Louis Friant (ur. 18 września 1758, zm. 24 czerwca 1829) – hrabia cesarstwa, generał z czasów wojen rewolucyjnych i wojen napoleońskich.

## Życiorys
Urodził się w wiosce Morlancourt w departamencie Somme. Jego ojciec zajmował się wytwarzaniem i sprzedażą świec, jednak Ludwik nie chciał iść w ślady ojca i wstąpił do armii. W 1781 r., w wieku 22 lat, przyjęty został do elitarnej jednostki Gardes Françaises. W 1787 r. dosłużył się rangi kaprala.
W momencie wybuchu Wielkiej Rewolucji Francuskiej w 1789 r. Friant natychmiast zgłosił się na ochotnika do gwardii narodowej (Garde Nationale). Przyjęty we wrześniu służył w niej przez 3 lata, awansując na coraz wyższe stopnie. We wrześniu 1792 r. jako podpułkownik został dowódcą batalionu 9éme Batallion de Paris, z którym ruszył na granicę niemiecką, by wejść w skład Armii Mozeli (Armée de Moselle). 16 grudnia 1793 został postrzelony w lewą nogę z muszkietu i jako ranny wrócił do Francji.
Po rocznej kuracji w marcu 1794 został dowódcą brygady 181éme Demi-Brigade, na czele której walczył w Niderlandach w armii Sambry i Mozy (Armée la Sambre et Meuse) dowodzonej przez generała Jourdana. 26 lipca 1794 wziął udział w decydującym zwycięstwie nad potężną austriacką armią Fryderyka Sasko-Koburskiego pod Fleurus.
W końcu lipca służył jeszcze jako dowódca brygady, a w sierpniu otrzymał tymczasowe dowództwo nad całą dywizją. Brał udział w oblężeniu Maastricht i Luksemburga. 13 czerwca 1795 został mianowany generałem brygady (général de brigade). Wziął udział w wyprawie egipskiej Napoelona, gdzie walczył w bitwie pod Piramidami. W 1799 został generałem dywizji (général de division). W 1803 r. walczył pod wodzą Davouta, w 1805 bił się pod Austerlitz, a w 1806 pod Auerstedt. W roku 1808 został hrabią Cesarstwa Francuskiego. W 1809 r. walczył pod Wagram. Wziął udział w kampanii roku 1812. W 1813 r. szambelan Cesarstwa. Po powrocie Napoleona przyłączył się do niego i w 1815 r. walczył pod Waterloo.